# Gouvernement Crispi I
Royaume d'Italie
Depretis VIII Crispi II
Le gouvernement Crispi I (Governo Crispi I, en italien) est le gouvernement du royaume d'Italie entre le 29 juillet 1887 et le 9 mars 1889, durant la XVIe législature.

## Composition
Composition du gouvernement
- Gauche historique

### Président du conseil des ministres
Francesco Crispi